# Leonard du Bus de Gisignies
Le vicomte Leonard du Bus de Gisignies, né le 28 février 1780 à Dottignies et mort le 31 mai 1849 à Oostmalle, est un homme politique belge.

## Biographie

### Mandats et fonctions
- Adjoint au maire de Tournai : 1813-1814
- Président de la Seconde Chambre des États généraux : 1818-1819
- Gouverneur d'Anvers : 1820-1823
- Gouverneur du Brabant-Méridional : 1826-1828
- Gouverneur général des Indes néerlandaises : 1825-1830
- Ministre d'État

## Sources
- H. VAN DER WYCK, De Nederlandsche bezittingen onder het bestuur van den kommissaris generaal du Bus de Gisignies, 1826-1830, Den Haag, 1866.
- Aug. VAN DER MEERSCH, L. P. J. du Bus de Gisignies, in: Biographie nationale de Belgique, T. VI, 1878, col. 213-218.
- M.A. VAN RHEDE VAN DER KLOOT, Gouverneurs-Generaal en Commissarissen-Generaal van Nederlandsch-Indië 1610-1888, Den Haag, 1891
- Leopold SLOSSE, Rond Kortrijk, 1901, 307-310.
- ROOSEBOOM, Leonard du Bus de Gisignies, in: Nieuw Nederlandsch biografisch woordenboek. Deel 2, Leiden, 1912
- Benoni DAVID, Een terugblik in de geschiedenis van Nederlandsch-Indië. Een West-Vlaming kommissaris-generaal van dit gebied onder Willem I, Koning der Nederlanden, Brugge, Beyaert, [1948]
- Fr. STOCKMANS, Bernard vicomte du Bus de Gisignies, in: Biographie nationale de Belgique, T. XXXIII, 1965-66, 140-142.
- Oscar COOMANS DE BRACHÈNE, État présent de la noblesse belge, Annuaire 1985, Brussel, 1985.
- A. VAN DEN ABEELE, De Kortrijkse vrijmetselaarsloge l'Amitié, Kortrijk, 1989.
- Luc DUERLOO & Paul JANSSENS, Wapenboek van de Belgische Adel, Brussel, 1992.
- Marc VAN DEN CLOOT, De voorouders en nazaten van Leonard du Bus de Gisignies, in: B. DE PRINS (red.), Leonard du Bus de Gisignies, Oostmalle, 1999.
- Bart DE PRINS, Voor Keizer en Koning. Leonard du Bus de Gisignies 1780-1849, commissaris-generaal van Nederlands-Indië, Uitgeverij Balans, 2002.
- A. VAN DEN ABEELE, Leonard Pierre Joseph Burggraaf du Bus de Gisignies, in: Biekorf, 2007, 375-379.
- A.B. [Lucien VAN ACKER], De sous-intendant van Kortrijk in 1818, in: Biekorf, 2007, 277 en 379.